# Emlen Tunnell

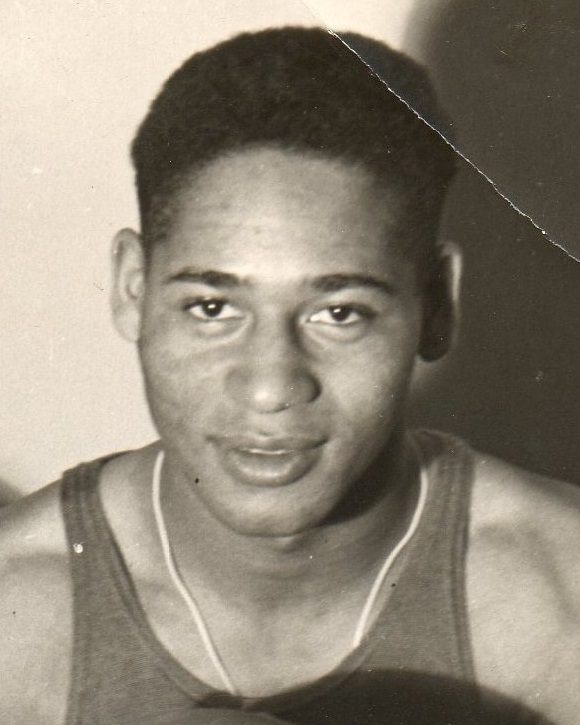
Emlen tunnel

Emlen Tunnell (29 de Março de 1924 - 23 de Julho de 1975) foi um jogador de futebol americano estadunidense, campeão da Temporada de 1956 da National Football League jogando pelo New York Giants.